# بيل بينيت (سياسي كندي)
بيل بينيت هو سياسي كندي، ولد في 1950.